# 1557 en philosophie
Chronologie de la philosophie
- 1553
- 1554
- 1555
- 1556
- 1557
- 1558
- 1559
- 1560
- 1561

L’année 1557 a été marquée, en philosophie, par les événements suivants :

## Publications
- Jules César Scaliger : De subtilitate, ad Cardanum, Paris, 1557 (critique sévère du De subtilitate de Jérôme Cardan)

- Domingo de Soto : « In quartum Sententiarum », (Salamanque, 1557).

- Sebastián Fox Morcillo : De historiae institutione dialogus, 1557 (Antonio Cortijo Ocaña, Teoría de la historia y teoría política en el siglo XVI. Alcalá de Henares: UP, 2000)

- Jean Dullaert (Johannes de Gand ou Gandavensis (ou l'éditeur l'a-t-il confondu avec Jean de Jandun)) : Quaestiones, super Paruis naturalibus,[1]

## Décès
- Veit Amerbach (né en 1503 à Wemding en Bavière et mort le 13 septembre 1557 à Ingolstadt[2]) est un humaniste allemand.